# قائمة رؤساء تاريخ المجتمع الطبى
هذه قائمة برؤساء جمعية تاريخ الطب بالجمعية الملكية للطب. أصبح العديد من المؤلفين والمؤرخين المتميزين رؤساء ودُعي الكثيرون للتحدث.

## 1912-1931
| السنوات   | الصورة | الاسم                            | ملاحظات |
| --------- | ------ | -------------------------------- | --- |
| 1912–1913 |        | ويليام أوسلر                     | الكندي البريطاني، المعروف باسم "ملك المزح"، كان أوسلر أحد "الأربعة الكبار" المؤسسين لمستشفى جونز هوبكنز حيث وصل عام 1888 كرئيس للطبيب. من الأفضل تذكره لأنه أنشأ برنامج الإقامة الطبية، وأخذ طلاب الطب إلى جانب السرير، وكتابة الكتب المدرسية الرئيسية، وأثناء وجوده في إنجلترا كأستاذ ريجيوس للطب في أكسفورد، أسس قسم تاريخ الطب في RSM في عام 1912. وصفه ريموند كروفورد بأنه "المغناطيس" في جذب الأعضاء. لم يردعه معارضة السير ريتشارد دوغلاس باول الذي شعر أن الجمعية بها عدد كبير جدًا من الأقسام بالفعل، خطط أوسلر بدقة لإنشاء قسم التاريخ، وكتب بشكل فردي لأكثر من 160 عضوًا محتملًا. واعتبر القسم من أفضل إنجازاته في سنواته اللاحقة، وكان رغبته في أن يكون ملتقى مشتركًا "للعلماء والطلاب وكل من يشعر أن دراسة تاريخ الطب لها قيمة في التعليم". |
| 1913–1916 |        | Sir Norman Moore, 1st Baronet    | طبيب بريطاني، محاضر في علم التشريح وعلم الأمراض ومؤرخ، مور معروف بعلاقته بالكلية الملكية للأطباء، جي إم سي وكتاباته عن تاريخ الطب. لخيبة أمله لم يصنع أول رئيس كما أوصى أوسلر. |
| 1916–1918 |        | Sir Raymond Henry Payne Crawfurd | تخرج كروفورد في الكلاسيكيات من نيو كوليدج، أكسفورد عام 1888، قبل أن يدرس الطب. طبيبًا ومحاضرًا بشكل أساسي في كلية الملكية، وأصبح عميدها الطبي ولاعبًا رئيسيًا في نقل المستشفى إلى تل دنمارك، حيث حصل على لقب فارس في عام 1933. بسبب المرض المزمن، ترك الطب النشط وكتب عن تاريخ الطب، بما في ذلك المنشورات، الأيام الأخيرة لتشارلز الثاني (1909)، شر الملك (1911) والطاعون والوباء في الأدب والفن (1914). |
| 1918–1919 |        | Sir D'Arcy Power                 | طبيب في سانت بارثوليمو، كان باور كاتبًا غزير الإنتاج للتاريخ الطبي. وتذكر لاحقًا كيف كان القسم "أشبه بالعائلة أكثر من كونه جزءًا لا يتجزأ من مجتمع علمي عظيم". |
| 1920–1922 |        | Professor Charles Singer         | طبيب وأخصائي علم الأمراض والمؤرخ، تمت دعوته إلى أكسفورد من قبل ويليام أوسلر في عام 1914، وأصبح فيما بعد أستاذًا لتاريخ الطب في جامعة لندن في عام 1930. وقد احتفظ سينغر بمنصبه كممثل تحرير لمدة ثلاثة وعشرين عامًا، وهو أحد أعضاء قسم التاريخ الأصليين. والمحافظة على جودة مطبوعات القسم. دعم العلماء اللاجئين الفارين من أوروبا النازية وهو معروف بمنشوراته العديدة ذات التاريخ القصير. احتفظ بمجموعة مصغرة من إشارات المرور للتحكم في أطوال مكبرات الصوت، والتحول إلى اللون الأحمر عندما تصبح باهتة أو طويلة. |
| 1922–1924 |        | Sir Arnold Chaplin               | بعد الدراسة في مستشفى سانت بارثولوميو، كان التعيين الأساسي لسنجر في مستشفى مدينة لندن لأمراض الصدر، حيث مكث هناك لمدة تسعة وعشرين عامًا. شارك في تأليف الكتاب المدرسي عن أمراض الورم الليفي في الرئة وعلم وفن وصف الأدوية وكتب مرض وموت نابليون بونابرت (1913). أحب الكتب والمطبوعات القديمة، وأصبح أمين مكتبة هارفيا في الكلية الملكية للأطباء. |
| 1924–1926 |        | John Davy Rolleston              | عضو اصلي في القسم. وعضو في المجلس وسكرتير ورئيس. |
| 1926–1928 |        | Walter G. Spencer                | المعروف باسم "مؤرخ وستمنستر" من قبل زملائه الأطباء |
| 1928–1930 |        | Herbert R. Spencer               | طبيب التوليد الذي كتب عن ويليام هارفي، القبالة والنسخة الرأسية الخارجية. |
| 1930–1931 |        | Sir Humphry Rolleston            | الرئيس ال 57. |

## 1931-1960
| السنوات   | الصورة | الاسم                          | ملاحظات |
| --------- | ------ | ------------------------------ | --- |
| 1931–1933 |        | روبرت أوزوالد مون              | طبيب استشاري للمستشفى الوطني لأمراض القلب ومستشفى واترلو الملكي وطبيب ليبرالي قوي وعضو في نادي الإصلاح. كان اهتمامه الأساسي هو الكلاسيكيات وقد تجلى ذلك في كتابه عن علاقة الطب بالفلسفة، محاضرة فيتزباتريك أمام الكلية الملكية للأطباء عام 1921 عن أبقراط وخلفائه. وشهد «ثلاث حروب وخاض خمس انتخابات عامة». |
| 1933–1935 |        | Sir St Clair Thomson           | كتب كتاب أمراض الأنف والحنجرة وكان رئيسًا للجمعية الملكية للطب بين عامي 1925 و1927. |
| 1935–1937 |        | Edwin Goodall                  | |
| 1937–1939 |        | Alexander Polycleitos Cawadias | |
| 1941–1942 |        | John Frederick Halls Dally     | طبيب صدر |
| 1942–1944 |        | Sir Walter Langdon-Brown       | |
| 1944–1945 |        | John Frederick Halls Dally     | |
| 1945–1947 |        | Sir Arthur MacNalty            | |
| 1947–1948 |        | Hubert James Norman, MB        | |
| 1948–1950 |        | Edgar Ashworth Underwood       | زوج ابنة سينجر، مديرة معهد ويلكوم لتاريخ الطب، (1946-1964) وأثرت على مجموعة السير هنري ويلكوم. تاريخ سنجر القصير المنقح للطب (1962). |
| 1950–1952 |        | ليليان ليندساي                 | |
| 1952–1954 |        | Lord Webb-Johnson              | |
| 1954–1956 |        | زاكاري كوب                     | الطبيب والجراح الذي كتب كتابا مدرسيا عن الجراحة وتاريخ الطب.وفي اجتماع اليوبيل لهذا القسم، ناشد أصحاب المهن الصغيرة أن يشاركوا في هذه العملية. |
| 1956–1957 |        | دوغلاس جيمس غوثري ‏             | كتب جوثري، جراح الأنف والأذن والحنجرة، كتب تاريخ الأدوية (1945)، الذي اكتسب شهرة بعد مراجعة قام بها جورج برنارد شو. ألقى خطابه الرئاسي في عام 1957 عندما قال "... من الواضح أن التاريخ يوفر أساسًا أساسيًا للطب. إنه يعطينا المثل العليا التي يجب اتباعها، والإلهام لعملنا والأمل في المستقبل".               |
| 1957–1959 |        | Sir Weldon Dalrymple-Champneys | |
| 1959–1960 |        | Cuthbert Dukes                 | |

## 1960-1990
| السنوات   | الصورة | الاسم                                      | ملاحظات |
| --------- | ------ | ------------------------------------------ | --- |
| 1960–1962 |        | Kenneth David Keele                        | |
| 1962–1964 |        | William Henry McMenemey                    | |
| 1964–1966 |        | W. S. Copeman                              | ساهم كوبمان كثيرًا في الترويج لتاريخ الطب، وعزا إنشاء كلية تاريخ الطب والفلسفة في عام 1959 إلى الكثير من تأثير القسم. |
| 1966–1968 |        | Henry Cohen, 1st Baron Cohen of Birkenhead | |
| 1968–1970 |        | Sir Terence Cawthorne                      | طب الأنف والأذن والحنجرة في مستشفى كلية الملكية والعديد من مستشفيات لندن الأخرى، أصبح كاوثورن أيضًا رئيسًا لجمعية هارلين والجمعية الملكية للطب. حصل على لقب فارس عام 1964. انتخب رئيساً للقسم عام 1968، إلا أنه توفي قبل أن يلقي خطابه. |
| 1970–1972 |        | Kenneth Bryn Thomas                        | |
| 1972–1973 |        | Richard Alfred Hunter                      | |
| 1973–1975 |        | William Hartston                           | طبيب صدر ومحاضر لـ DHMSA. |
| 1975–1977 |        | Frederick F Cartwright                     | طبيب تخدير مع اهتمام خاص بطب الأنف والأذن والحنجرة، نشر كارترايت في تاريخ الطب، وأصبح رئيسًا لقسم تاريخ الطب في كلية الطب في كينجز كوليدج بلندن وكان نشطًا في كلية تاريخ الطب وفلسفة الجمعية العبادة للصيادلة.                         |
| 1977–1979 |        | Alan Waller Woodruff                       | |
| 1979–1981 |        | Peter Maxwell Daniel                       | |
| 1981–1983 |        | Thomas Douglas Whittet                     | |
| 1983–1985 |        | Gweneth Whitteridge                        | |
| 1986–1987 |        | Victor Cornelius Medvei                    | |
| 1987–1988 |        | John M. T. Ford                            | |
| 1988–1989 |        | Alex Sakula                                | |
| 1989–1990 |        | Theodore T. Macadam                        | |

## بعد 1990
| السنوات   | الصورة | الاسم                      | ملاحظات |  |
| --------- | ------ | -------------------------- | --- |  |
| 1990–1991 |        | Henry R. Rollin            | |  |
| 1991–1992 |        | John R. Kircup             | |  |
| 1992–1993 |        | Richard Creese             | |  |
| 1993–1994 |        | Denis Dunbar Gibbs         | |  |
| 1994–1995 |        | أيلين آدامز ‏               | |  |
| 1995–1996 |        | Dame Josephine Barnes      | |  |
| 1996–1997 |        | Elliott E. Philipp         | |  |
| 1997–1998 |        | Robin Price                | |  |
| 1998–1999 |        | مايكل أ. سميث              | |  |
| 1999–2000 |        | السير David Innes Williams | |  |
| 2000–2001 |        | Nicholas Cambridge         | |  |
| 2001–2002 |        | Neil Weir                  | |  |
| 2002–2003 |        | Raymond L. Hurt            | |  |
| 2003–2004 |        | جوردون كوك                 | |  |
| 2004–2005 |        | Sue Weir                   | |  |
| 2005–2006 |        | ك. ام. ن. كونزرو           | |  |
| 2006–2007 |        | John Harcup                | [ 58 ] |  |
| 2007–2008 |        | Adrian Marston             | |  |
| 2008–2009 |        | جان غاي                    | |  |
| 2009–2010 |        | تينا ماثيرز                | |  |
| 2010–2011 |        | Claire Elliott             | |  |
| 2011–2012 |        | Colin Birt                 | |  |
| 2012–2013 |        | Richard Pusey              | |  |
| 2013–2014 |        | Jennian Geddes             | |  |
| 2014–2015 |        | Stanley Gelbier            | أستاذ فخري في الصحة العامة للأسنان وأستاذ فخري لتاريخ طب الأسنان في كينجز كوليدج لندن. وهو أمين سابق لمتحف جمعية طب الأسنان البريطانية. |  |
| 2015–2016 |        | ديفيد سيجلر                | |  |
| 2016–2017 |        | Julie Papworth             | |  |
| 2017–2018 |        | Catherine Sarraf           | |  |
| 2019–2020 |        | Stephen J. Challacombe     | أستاذ طب الفم في كينجز كوليدج بلندن، اشتهر بالبحث في علم المناعة الفموي المخاطي وبتطوير مقياس تشالاكومب لقياس مدى جفاف الفم. قاد الفريق الذي وضع تحديات البحث المتعلقة بعدم المساواة الصحية العالمية وصحة الفم، لا سيما فيما يتعلق بالمظاهر الفموية ل فيروس العوز المناعي البشري. |  |
| 2020–2021 |        | Tilli Tansey               | |  |
| 2021–2022 |        | شون بي إف. هيوز            | |  |
| 2022-2023 |        | كريستوفر جاردنر ثورب       | [ 70 ] |  |
| 2023-2024 |        | هيلاري موريس               | [ 71 ] |  |
| 2024-     |        | أندرياس ديميتريادس         | |  |